# Linotype

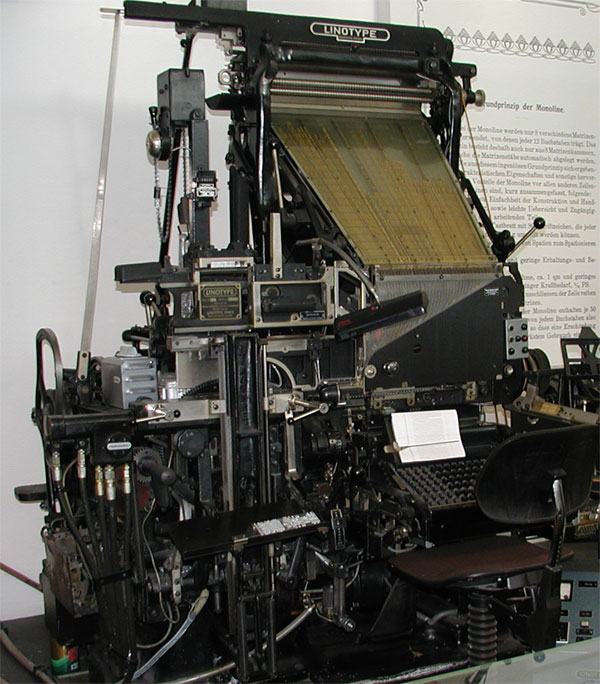
Linotype zetmachine

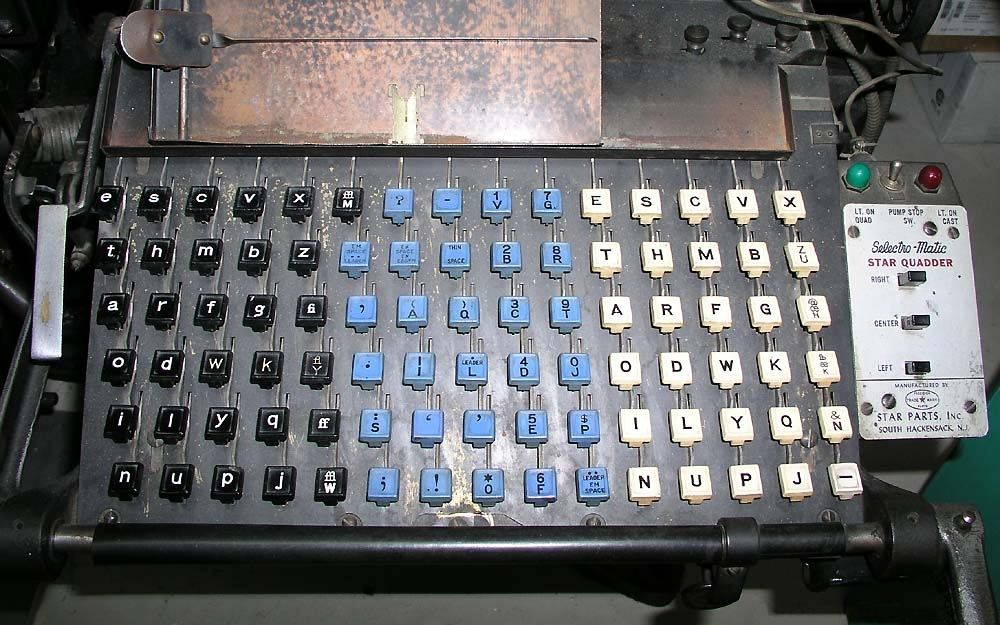
Toetsenbord van een Linotype zetmachine

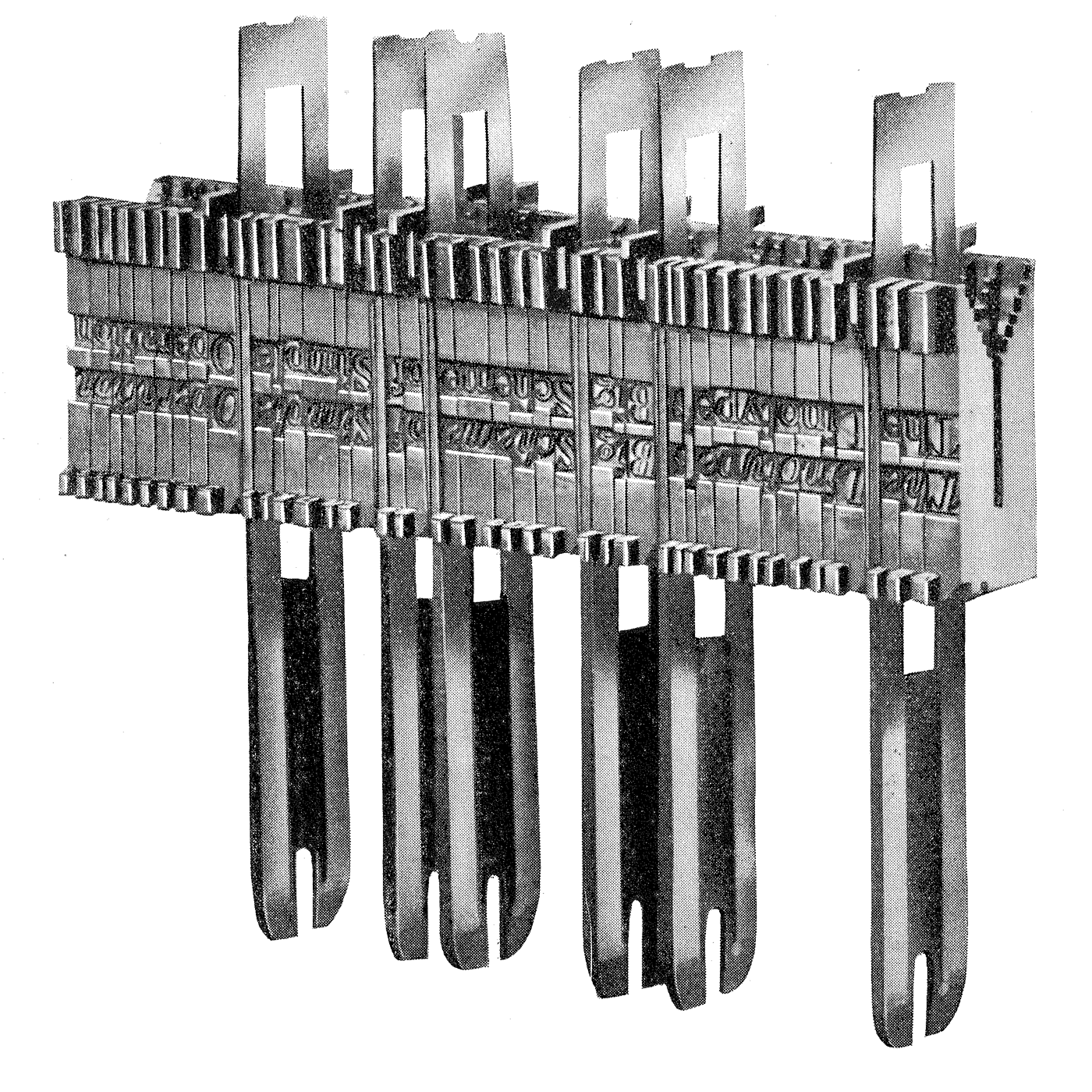
Linotype regel met matrijzen en wig-spaties

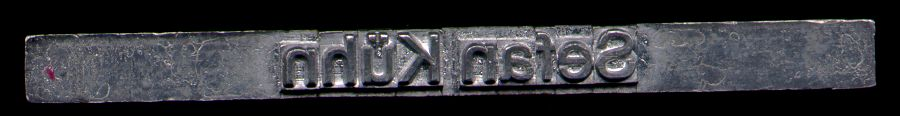
Afgietsel

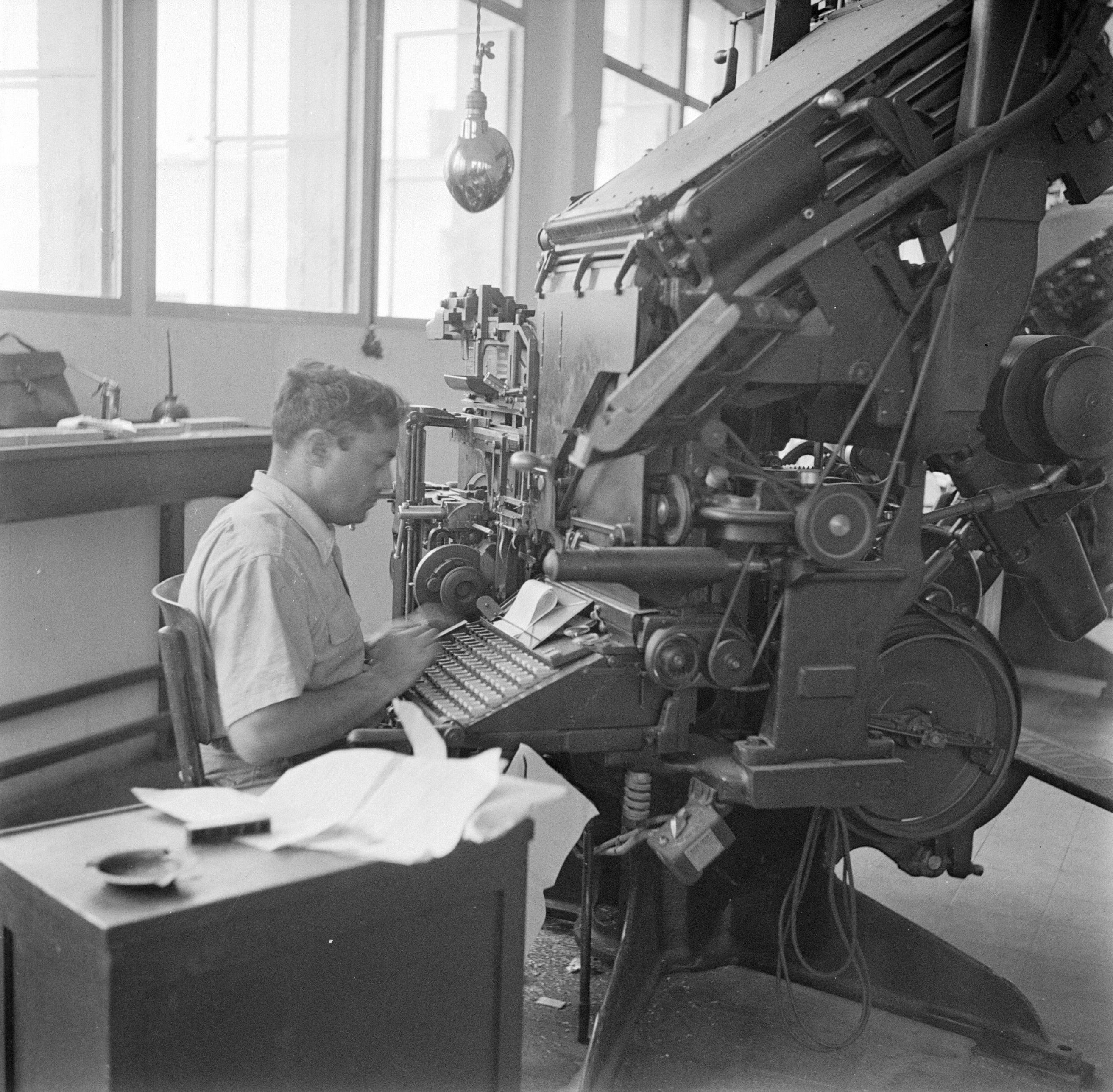
Werknemer in de linotype-zetterij, 1949

De Linotype is een zetmachine uitgevonden in 1884 met toendertijd twee unieke eigenschappen; dat In één machine de functies van letters zetten en lettergieten werden verenigd en dat de letters konden worden gekozen door middel van een toetsenbord.
De Linotype werd ontwikkeld in de VS door de uit Duitsland afkomstige uitvinder Ottmar Mergenthaler en werd vanaf 1886 geproduceerd door een speciaal daarvoor opgericht bedrijf, de Mergenthaler Linotype Company.  De Linotype werd vooral gebruikt voor het zetten van tekst voor kranten en tijdschriften. De Linotype werd ook wel gebruikt bij het vervaardigen van boeken. Een bijna identieke gietmachine is de Intertype.

## Beschrijving
Op een Linotype wordt de tekst met behulp van een toetsenbord ingevoerd. Bij het aanslaan van een toets valt een matrijs met een letterteken uit een magazijn in een houder. Spaties vallen vanuit een ander kanaal tussen de woorden. Dit kunnen vaste spaties zijn, maar ook wig-spaties, die voor het gieten de regel afsluiten, en samen zorgen voor een uitgevulde regel. Als de regel (line) vol is wordt deze gegoten: zo ontstaat een hele zetregel uit één stuk lood, dat na gebruik kan worden omgesmolten en opnieuw gegoten.
Zetmachines leverden een grote tijdsbesparing op in vergelijking met het handmatige letterzetten. Bovendien werden er telkens nieuwe letters gegoten, zodat geen slijtage ontstond zoals bij herhaaldelijk gebruik van handletters.
Bij Linotype is de gieter ook degene die de tekst uittikt. Dit handwerk is een rem op de productiviteit. De machine kan veel meer gieten dan er ingetikt kan worden. Daarom werd er in de jaren 60-70 van de twintigste eeuw een papierbandsysteem ontwikkeld, waarbij de band later de gietmachine als een automaat ging besturen, net zoals dat al veel langer het geval was bij de Monotype-zetselgietmachines.
Met de opkomst van de fotografische zettechniek verdwenen in Europa de heteloodzetmachines uit de drukkerijen. Grafische musea herbergen nog zetmachines, maar daarnaast bewaren 'private presses' door heel Europa en Amerika typografische machines en proberen ze in bedrijf te houden.

## Het letterontwerp van Linotype
Op een linotype-matrijs staat naast de "romein" ook de "cursief" van het teken. Een cursief kon worden gegoten door de matrijs in een iets hogere positie te brengen.
Als gevolg hiervan moeten de cursieven altijd even breed zijn als de romeinen. Dat is voor het ontwerpen van letters een groot nadeel: óf de romein is lelijk, óf de cursief is zeer gekunsteld.
Bij het concurrerende Monotype-zetsysteem was dit niet nodig. Daar werden letters los van elkaar gegoten en bijgevolg had de ontwerper veel meer vrijheid wat betreft de breedte van het cursieve teken. Die was onafhankelijk van de romein.
"Kerning" of afspatiëren is bij Linotype onmogelijk, aangezien de matrijzen de breedte van de letter bepalen. Wel is het mogelijk de letterafstand te vergroten, door een dunne lege matrijs tussen te voegen.
Af- en aanspatiëren van letters is bij het Monotype-zetsysteem wel mogelijk. De breedte van de gieting wordt bij Monotype bepaald door de opening in de gietvorm, en die opening kan met een nauwkeurigheid van 2000 dpi worden bijgeregeld, door de spatieëer-wiggen te verleggen.

## Andere regelzetmachines
Andere typen heet-lood regelzetmachines zijn:
- de Typograph en de Monoline: Deze twee machines hebben een toetsenbord dat zorgt voor de volgorde van de letter in de regel. De Typograph was een in Duitsland geproduceerde machine die door Linotype uitgekocht werd. Op dezelfde manier werd ook de Monoline door Linotype uit de markt gehaald. Deze aanvankelijk veelbelovende machines verdwenen van de markt. Zo heeft Linotype de meeste concurrentie effectief kunnen uitschakelen.
- de Ludlow-regelzetmachine. Hiermee zijn regels in 6 tot 72 punt mogelijk, matrijzen worden met de hand in een zethaak gezet en daarna werd een regel gegoten.
- de A.P.L, of All Purpose Linotype: een Ludlow-kloon geproduceerd door Linotype. Ook deze heeft regels tot 72 punt, met de hand worden de matrijzen in een zethaak gezet, waarna de regel wordt gegoten.

Deze laatste twee machines werden veel voor koppen gebruikt, maar ook voor teksten in kleine corpsen.
Na het aflopen van de Linotype-patenten werd onder de naam Intertype een 'Linotype-kloon' uitgebracht. Dat leidde tot een jarenlange juridische strijd, die door Linotype in de rechtszaal werd verloren. Daarnaast zijn er in het voormalige Oostblok diverse Linotype-klonen geproduceerd.

## Verdere historie
De firma Linotype, inmiddels producent van fotozetmachines, fuseerde in 1989 met de Duitse scannerbouwer Hell. De combinatie werd rond de eeuwwisseling overgenomen door drukpersenbouwer Heidelberger Druckmaschinen AG, maar overleefde dat niet lang. Reeds na enige jaren werd de afdeling opgeheven. Van Linotype resteert nog wel de omvangrijke lettertypenbibliotheek (genoemd naar Mergenthaler).
De rechten op die bibliotheek zijn enkele jaren geleden opgekocht door Monotype.